# 타일러 베이츠

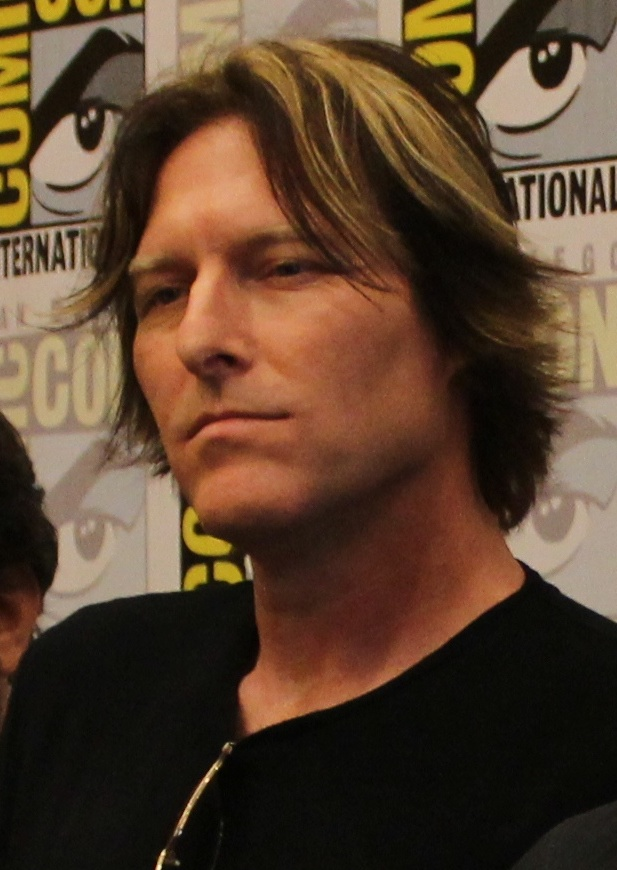
타일러 베이츠

타일러 베이츠(Tyler Bates, 1977년 2월 22일 ~ )는 미국의 음악 프로듀서이자 작곡가이다.